# Kanadische Nationalmannschaft bei der Internationalen Sechstagefahrt

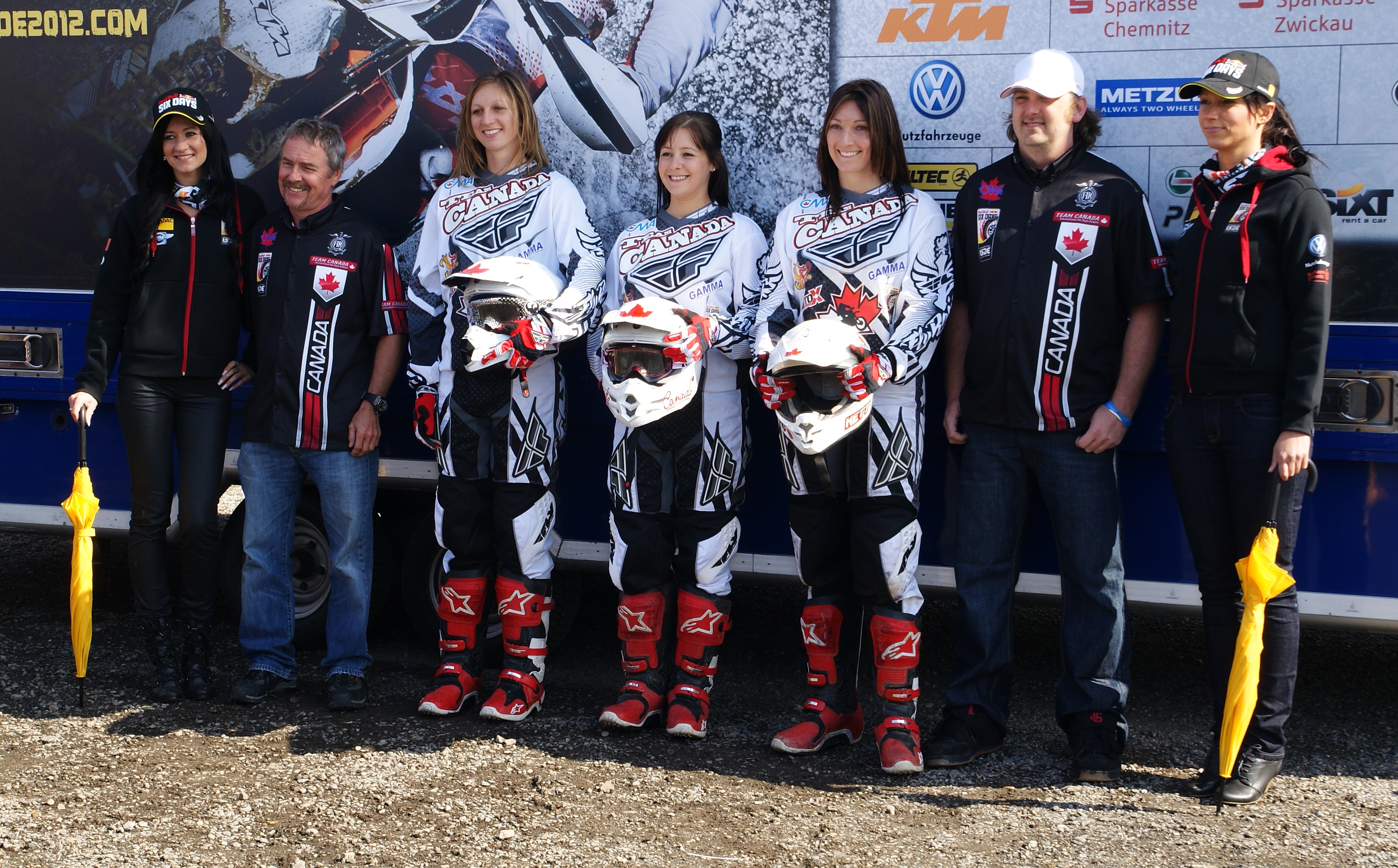
Kanadische Women`s-World-Trophy-Nationalmannschaft bei der 87. Internationalen Sechstagefahrt

Die kanadischen Nationalmannschaften bei der Internationalen Sechstagefahrt sind eine Auswahl von Fahrern und Fahrerinnen für die Nationenwertungen dieses Wettbewerbes.
Entsprechend den Regelungen für die Sechstagefahrt wurden Nationalmannschaften für die Wertung um die World Trophy, Silbervase (seit 1985: Junior World Trophy) und die Women`s World Trophy zugelassen. Der Umfang der Mannschaften und die Regularien für die Teilnahme änderte sich mehrmals im Laufe der Zeit.
Erstmals nahmen 1970 kanadische Nationalmannschaften im Wettbewerb um die World Trophy bzw. Silbervase teil. Bislang beste Platzierung sind ein siebter Platz in der World Trophy 2021, ein zweiter Platz in der Silbervase 1983. Bei bislang acht Teilnahmen mit Einführung des Wettbewerbs der Frauen-Nationalmannschaften erreichte man als beste Platzierung den zweiten Platz bei der Austragung 2014.
Die Liste erhebt keinen Anspruch auf Vollständigkeit.

## 1970–2006
| Jahr | World Trophy | Silbervase |
| ---- | --- | --- |
| 1970 | 12. | 19. |
| 1971 | keine Teilnahme | 18. Helmut Clasen (Ossa 250) Murray Dochstader (Ossa 250) R. Boasman (Ossa 250) R. Tier (Ossa 250)                                |
| 1972 | keine Teilnahme | 24. H. Lim (Jawa 250) Helmut Clasen (Jawa 350) W. Sharpless (Jawa 350) Jim Fenwick (Jawa 350)                                     |
| 1973 | 11. Jim Fisher (Zündapp 125) Helmut Clasen (Zündapp 125) David Smith (Zündapp 125) Jeff Smith (Can-Am 125) Bob Fisper (Can-Am 175) Ron Keys (Yamaha 500)                         | 20. (A-Mannschaft) Dan Amor (Honda 125) Larry Gillespie (Ossa 250) Harold Perepalkin (Bultaco 250) George Buchar (Jawa 500)       |
| 1973 | 11. Jim Fisher (Zündapp 125) Helmut Clasen (Zündapp 125) David Smith (Zündapp 125) Jeff Smith (Can-Am 125) Bob Fisper (Can-Am 175) Ron Keys (Yamaha 500)                         | 12. (B-Mannschaft) Eric Nielson (Can-Am 125) Bill Sharpless (Can-Am 175) Murray Dochstader (Can-Am 250) Jim Fenwick (Ossa 250)    |
| 1974 | 12. Larry Gillespie (Jawa 250) T. Martini (Yamaha 500) G. Kirkpatrick (Jawa 350) R. Claffey (Can-Am 175) Robert Fisher (Can-Am 175) D. Mungenast (Rokon 350)                     | A. (a) Harold Perepalkin (Bultaco 250) R. Undernill (Bultaco 250) Allen Perrett (Honda 350) J. Carson (Honda 175)                 |
| 1975 | 8. | 13. |
| 1976 | 8. Tony Burgess (KTM 125) Helmut Clasen (KTM 175) Dick Fish (KTM 350) Gordon Young (KTM 350) Daniel Amor (KTM 500) Allen Perrett (KTM 500)                                       | 9. Robert Fisher (Can-Am 175) Geoffrey Smith (Can-Am 250) Ronnie Matthews (Can-Am 250) Eric Nielson (Can-Am 250)                  |
| 1977 | 14. | 5. |
| 1978 | 16. James Stevens (Yamaha 175) Larry Kennedy (Hercules 250) Garry Richards (Husqvarna 250) Craig Kennedy (Husqvarna 250) Edward Burge (Husqvarna 500) Kenneth Rice (Jawa 500)    | 8. Richard Lacroix (Husqvarna 250) Jeremy Smith (Can-Am 350) John Krajcovic (Yamaha 500) Jim Hamilton (Yamaha 500)                |
| 1979 | 17. Tiger Wingert (Can-Am 175) Craig Woods (Can-Am 250) Ross Lennox (Can-Am 250) John Harris (Husqvarna 250) Jim Hamilton (Yamaha 500) Walter Cukavac (Can-Am 500)               | 17. Steven James (Yamaha 175) John Krajcovic (Yamaha 250) Craig Kennedy (Husqvarna 500) Daniel Amor (Honda 750)                   |
| 1980 | 14. Walter Cukavac (Yamaha 175) Al Parret (Husqvarna 250) Bernie Graffunder (Husqvarna 250) Tiger Wingert (Can-Am 250) Craig Kennedy (Husqvarna 250) John Krajcovic (Can-Am 500) | 9. James Stevens (Yamaha 175) Craig Woods (Can-Am 250) Geoffrey Burgess (Can-Am 350) Ron Matthews (Can-Am 500)                    |
| 1981 | keine Teilnahme | 16. Jamie Stevens (Yamaha 175) Craig Kennedy (Can-Am 250) Blair Sharpelles (Can-Am 250) Ron Matthews (Can-Am 500)                 |
| 1982 | keine Teilnahme | 7. |
| 1983 | 13. Yves Ducharme (Husqvarna 125) Cam Whiffing (KTM 250) Warren Thaxter (Husqvarna 250) Tom Irwin (Husqvarna 250) Nigel Finnigan (Husqvarna 500) Patrick Horan (Yamaha +500 4T)  | 2. Blair Sharpless (Can-Am 250) Bernie Graffunder (Yamaha 250) Tony Allen (Yamaha 250) Craig Kennedy (Husqvarna 500)              |
| 1984 | 16. Stephen Wheatley (Can-Am 125) Terry Bainbridge (KTM 250) Gary Klassen (Can-Am 250) Barry Rempel (KTM 250) Claude Leonard (Husqvarna 500) Chris Castles (CCS +500 4T)         | 14. Blair Sharpless (Can-Am 250) Paul Andratis (Husqvarna 500) Guy Perret (Honda 500) Jerry Nilsson (Husqvarna +500 4T)           |
| 1985 | 18. Philip Wiebe (KTM 125) Berry Rempl (KTM 250) Blair Sharpless (Can-Am 250) Tom Irwin (Can-Am 250) Craig Kennedy (Husqvarna 500) Chris Castles (Husqvarna +500 4T)             | ab 1985: Junior World Trophy |
| 1985 | 18. Philip Wiebe (KTM 125) Berry Rempl (KTM 250) Blair Sharpless (Can-Am 250) Tom Irwin (Can-Am 250) Craig Kennedy (Husqvarna 500) Chris Castles (Husqvarna +500 4T)             | 7. Barry Ferguson (KTM 125) Richard Welch (Husqvarna 250) Paul Andratis (Husqvarna 500) Guy Perret (Honda 500)                    |
| 1986 | 13. Lawrence Hacking (Yamaha 125) Walter Short (Can-Am 250) Paul Andratio (Husqvarna 400) Blair Sharpless (Can-Am 280) Guy Perret (Honda 500) Jerry Nilsson (Husqvarna 510 4T)   | keine Teilnahme |
| 1987 | keine Teilnahme | keine Teilnahme |
| 1988 | 12. G. Giroux (Honda 125) Blair Sharpless (Suzuki 250) M. Giroux (Honda 250) J. Nelson (Honda 350) Craig Kennedy (Husqvarna 500) M. Priebe (Can-Am 500)                          | keine Teilnahme |
| 1989 | 18. Berry Ferguson (KTM 125) Glenn Buchanan (Honda 250) Blair Sharpless (Suzuki 250) Jonathan Head (KTM 500) Tim Heart (Kawasaki 500) Guy Perret (KTM +500 4T)                   | keine Teilnahme |
| 1990 | 11. Craig Kennedy (Honda 125) Glenn Buchanan (Honda 250) Blair Sharpless (Suzuki 250) Dave French (KTM 500) Lawrence Hacking (Yamaha 500) Rudi Ruegsegger (Husaberg +500 4T)     | keine Teilnahme |
| 1991 | 16. Craig Kennedy (Honda 125) John Nelson (Honda 125) Glenn Buchanan (Honda 250) Blair Sharpless (Suzuki 250) Jim Kuster (Suzuki 500) Lawrence Hacking (Honda 350 4T)            | keine Teilnahme |
| 1992 | keine Teilnahme | keine Teilnahme |
| 1993 | 8. Craig Kennedy (Yamaha 250) Blair Sharpless (Suzuki 250) Dale Walsh (Husaberg 350) Darrell Fennell (Husqvarna 500) Tim McIntosh (KTM 500) Shaun Doddington (Husaberg 1300)     | 7. Lionel Kabatoff (Husqvarna 250) Adam Galbraith (Husqvarna 250) Jonathan Galbraith (Husqvarna 250) Scott Kershaw (Husaberg 350) |
| 1994 | 8. Guy Perrett (Husqvarna 1300 4T) Glenn Buchanan (Yamaha 175) Tim McIntosh (Yamaha 175) Dale Walsh (Husaberg 350 4T) Craig Kennedy (Honda 175) Murray Dyck (KTM 125)            | 9. Jesse Wilson (Honda 175) Paul Petrin (Kawasaki 175) Carl Kuster (Suzuki 125) Bert Petersen (Kawasaki 175)                      |
| 1995 | 16. Clarke Peters (Honda 125) Craig Kenndy (Honda 175) Joel Stronach (Honda 175) Jesse Wilson (Honda 175) Dean Mayke (Husaberg 350 4T) Darrell Fennell (Husqvarna +500 4T)       | keine Teilnahme |
| 1996 | keine Teilnahme | keine Teilnahme |
| 1997 | 14. Paul Petrin (KTM 125) Ken Leard (KTM 175) Doug Beer (Honda 400 4T) Guy Perret (KTM 400 4T) Julien Cerny (Husaberg +500 4T) Dale Walsh (Husaberg +500 4T)                     | keine Teilnahme |
| 1998 | keine Teilnahme | keine Teilnahme |
| 1999 | 12. Barry Rempel (KTM 125) Dale Walsh (KTM 250) Murray Dyck (KTM 250) Doug Beer (Honda 250) Peter Degraaf (Husaberg 400)                                                         | keine Teilnahme |
| 2000 | 20. James Jervis (KTM 125) Allen Oldham (Honda 125) Glenn Buchanan (Yamaha 250) Bruce Mofat (Yamaha 400 4T) Guy Perret (Husaberg 500 4T) Jonathan Cornwell (Husaberg 500 4T)     | keine Teilnahme |
| 2001 | 18. Todd Zilcosky (GasGas) Dan Watt (Husaberg) Nick Riewe (KTM) Michael McCormick (KTM) James Jervis (KTM) Scott Coulas (KTM)                                                    | keine Teilnahme |
| 2002 | 20. Kelly Graffunder (KTM 175) Michel Metcalfe (KTM 175) Guy Perret (Husaberg 400 4T) Dave Neumeister (KTM 500 4T) Julien Cerny (KTM 500 4T) Doug Beer (Honda 500 4T)            | keine Teilnahme |
| 2003 | 12. Jim Jervis (GasGas 125) Chris Donald (Yamaha 250 4T) Craig Murray (KTM 250) Klade Glasgow (KTM 250) David Bensadoun (KTM 450 4T) Dan Watt (Husaberg 400 4T)                  | keine Teilnahme |
| 2004 | 18. Sean Wiesner (Husqvarna) Kelly Graffunder (Husqvarna) Andy Weiss (KTM) Bruce Moffatt (Yamaha) Lee Fryberger (Husaberg) Clinton Riviere (Husaberg)                            | keine Teilnahme |
| 2005 | 16. Andrew Weiss (Husqvarna) Andrew Christiansen (GasGas) Lee Fryberger (Husaberg) Derrick Sproule (KTM) Shane Cuthbertson (KTM) Clinton Riviere (KTM)                           | keine Teilnahme |
| 2006 | 13. Patrick Beaule (KTM 250) Shane Cuthberston (KTM 250) Klade Glasgow (KTM 250) Ian McKill (KTM 250) Jamie Skinner (KTM 250) Kelly Graffunder (KTM 300)                         | 12. Marlon Baker (KTM 250) Cory Graffunder (KTM 250) Geoff Nelson (KTM 250) Derrick Sproule (KTM 525)                             |

## Seit 2007
| Jahr | World Trophy | Junior World Trophy                                                                                 | Women's World Trophy                                                                       |
| ---- | --- | --------------------------------------------------------------------------------------------------- | ------------------------------------------------------------------------------------------ |
| 2007 | 11. Patrick Beaule (KTM 250) Geoff Nelson (KTM 250) Robert Reed (KTM 450) Jason Schage (KTM 300) Michel Metcalfe (KTM 300) David Neumeister (KTM 530) | keine Teilnahme                                                                                     | keine Teilnahme                                                                            |
| 2008 | 15. Guillaume Pronovost (Husqvarna) Brian Wojnarowski (Yamaha) Trent Burgiss (KTM) Paul Neumeister (KTM) Dave Neumeister (KTM) Scott Kinakin (KTM)    | keine Teilnahme                                                                                     | keine Teilnahme                                                                            |
| 2009 | 14. Burt Petersen (Husaberg) Robert Reed (KTM) Nick Riewe (Husaberg) Jay McGregor (Husaberg) Jack Sawatzky (KTM) Brian Wojnarowski (Yamaha)           | keine Teilnahme                                                                                     | keine Teilnahme                                                                            |
| 2010 | keine Teilnahme | keine Teilnahme                                                                                     | 4. Karine Gendron (Kawasaki) Almeda Rive (KTM) Victoria Hett (KTM)                         |
| 2011 | keine Teilnahme | keine Teilnahme                                                                                     | keine Teilnahme                                                                            |
| 2012 | keine Teilnahme | keine Teilnahme                                                                                     | 7. Victoria Hett (Husaberg) Almeda Rive (Yamaha) Amber Rae Giroux (Husqvarna)              |
| 2013 | keine Teilnahme | 12. Philippe Chaine (KTM) Tyler Murray (KTM) Jared Stock (Yamaha) Ty McKenna (KTM)                  | 4. Lexi Pechout (Fantic) Felicia Robichaud (KTM) Shelby Turner (KTM)                       |
| 2014 | 8. Nathan Bles (Beta RR) Philippe Chaine (KTM) Robert Reed (KTM) Clinton Riviere (Husaberg) Jared Stock (Yamaha)                                      | 8. Matthew Coonfer (Husqvarna) Avery Turner (KTM) Ryan Lindermann (Husqvarna) Ty McKenna (KTM)      | 2. Victoria Hett (KTM) Felicia Robichaud (KTM) Shelby Turner (KTM)                         |
| 2015 | keine Teilnahme | keine Teilnahme                                                                                     | keine Teilnahme                                                                            |
| 2016 | keine Teilnahme | keine Teilnahme                                                                                     | 6. Shelby Turner (KTM) Felicia Robichaud (Yamaha) Megan Leigh Griffith (GasGas)            |
| 2017 | keine Teilnahme | 14. Jamie Baskerville (Husqvarna) Ryder Heacock (Yamaha) Jarred Jonker (Beta)                       | 6. Melissa Harten (Beta) Shelby Turner (KTM) Madi Watt (Yamaha)                            |
| 2018 | keine Teilnahme | keine Teilnahme                                                                                     | keine Teilnahme                                                                            |
| 2019 | keine Teilnahme | 7. Ryder Heacock (Yamaha) Theo Lepley (KTM) Owen McKill (Husqvarna)                                 | 7. Melissa Harten (Beta) Shelby Turner (KTM) Jannie Devin-Lamontagne (Husqvarna)           |
| 2021 | 7. Philippe Chaine (KTM) Kade Tinkler-Walker (KTM) Tyler Medaglia (GasGas) Jared Stock (KTM)                                                          | keine Teilnahme                                                                                     | keine Teilnahme                                                                            |
| 2022 | 22. Philippe Chaine (KTM) Owen McKill (Husqvarna) Jared Stock (Husqvarna) (b)                                                                         | keine Teilnahme                                                                                     | 5. Kristen Broderick (KTM) Marie-Claude Boudreau (KTM) Shelby Turner (KTM)                 |
| 2023 | 9. Philippe Chaine (KTM) Owen McKill (KTM) Tyler Medaglia (GasGas) Jared Stock (Husqvarna)                                                            | keine Teilnahme                                                                                     | 8. Natasha Lachapelle (GasGas) Felicia Robichaud (GasGas) Emma Sharpless (Husqvarna)       |
| 2024 | 13. Philippe Chaine (KTM 350 4T) Alexandre Gougeon (Husqvarna 250 4T) Tyler Medaglia (KTM 450 4T) Ryder Heacock (Beta 300 2T)                         | 8. Gavin Shackelly (Husqvarna 350 4T) Owen McKill (GasGas 450 4T) Boston Montgomery (Yamaha 450 4T) | 7. Courtney Schmale (KTM 250 2T) Emma Sharpless (KTM 250 4T) Shelby Turner (GasGas 350 4T) |